# Kanakomyrtus revoluta
Kanakomyrtus revoluta är en myrtenväxtart som beskrevs av Neil Snow. Kanakomyrtus revoluta ingår i släktet Kanakomyrtus och familjen myrtenväxter. Inga underarter finns listade i Catalogue of Life.